# فرست سیتی مانیومنت بنک
فرست سیتی مانیومنت بنک (انگلیسی: First City Monument Bank) شرکت خدمات مالی و بانکداری نیجریه‌ای است، که در سال ۱۹۸۲ تأسیس شد.